# George Herbert Walker, Jr.
George Herbert Walker, Jr. (* 24. November 1905; † November 1977) war ein US-amerikanischer Kaufmann und Mitglied der Bush-Familie. Er war einer der Urbesitzer der New York Mets, welche er im Jahr 1960 zusammen mit Joan Whitney Payson gründete.
Sein Vater war der vermögende Geschäftsmann George Herbert Walker. Er ist der Vater von Oberrichter John M. Walker, Jr. und US-Botschafter in Ungarn George Herbert Walker III. Er ist der Onkel von US-Präsident George Herbert Walker Bush, zu welchem er enge Beziehungen unterhielt. „Uncle Herbie“ half in den 1950ern George Bush bei seinem Einstieg in das Ölgeschäft. Er war ein Mitglied der Yale-Studentenverbindung Skull & Bones.